# 219 a.C.
Il 219 a.C. (CCXIX a.C. in numeri romani) è un anno  del III secolo a.C.

## Eventi
- Seconda guerra punica: In ottobre Annibale conquista Sagunto, città alleata di Roma, dopo un assedio di 8 mesi.
- Il medico Arcagato emigra dal Peloponneso a Roma, dando inizio all'ondata di sapienti che portarono la cultura greca a Roma.

## Morti
- Cleomene III, sovrano greco antico
- Cratesiclea, regina greca antica